# Mantellisaurus
Mantellisaurus é um gênero de dinossauro da infraordem Ornithopoda que viveu nos períodos Barremiano e Aptiano do período Cretáceo Inferior da Europa. Seus restos mortais são conhecidos da Bélgica (Bernissart), Inglaterra, Espanha e Alemanha. A espécie-tipo e única espécie do gênero é M. atherfieldensis. Anteriormente conhecido como Iguanodon atherfieldensis, o novo gênero Mantellisaurus foi criado para a espécie por Gregory S. Paul em 2007. De acordo com Paul, o Mantellisaurus era mais leve do que o Iguanodon e mais próximo do Ouranosaurus, tornando o Iguanodon, em seu sentido tradicional, parafilético. Ele é conhecido por muitos esqueletos completos e quase completos. O nome do gênero homenageia Gideon Mantell, o descobridor do Iguanodon.

## História da descoberta

### Descoberta e nomeação do holótipo

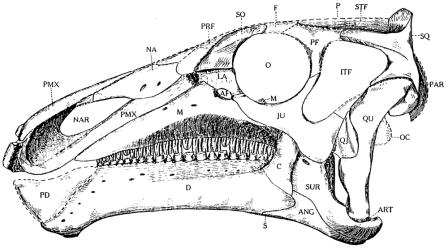
Desenho do crânio do holótipo da descrição original de Hooley

O fóssil do holótipo, NHMUK PV R5764, foi originalmente descoberto por Reginald Hooley em 1914 na Formação Vectis superior do sul da Inglaterra e relatado em 1917. Ele o batizou postumamente de Iguanodon atherfieldensis em 1925. Atherfield [en] é o nome de um vilarejo na costa sudoeste da Ilha de Wight, onde o fóssil foi encontrado.

### O espécime de Maidstone e oMantellodon

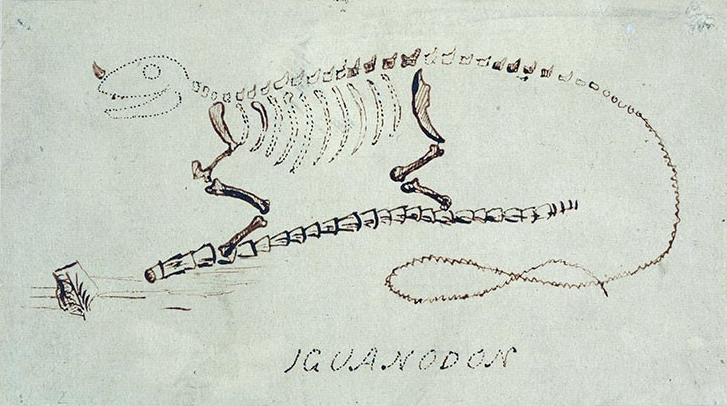
Restauração do “Iguanodon” de Mantell com base nos restos do Mantellodon de Maidstone

O espécime de Maidstone foi descoberto em uma pedreira em Maidstone, Kent, de propriedade de William Harding Bensted, em fevereiro de 1834 (Formação Lower Greensand). Em junho de 1834, foi adquirido por 25 libras pelo cientista Gideon Mantell. Ele foi levado a identificá-lo como um Iguanodon com base em seus dentes característicos. A placa de Maidstone foi utilizada nas primeiras reconstruções esqueléticas e representações artísticas do Iguanodon, mas, devido à sua incompletude, Mantell cometeu alguns erros, sendo o mais famoso deles a colocação do que ele pensou ser um chifre no nariz.
Pouco depois da descoberta, começou a haver tensão entre Mantell e Richard Owen, um cientista ambicioso com muito mais recursos financeiros e conexões com a sociedade nos turbulentos mundos da política e da ciência britânica da época da Lei de Reforma de 1832. Owen, na época um criacionista convicto, opunha-se às primeiras versões da ciência evolucionária (“transmutacionismo”) que estavam sendo debatidas na época e usou como arma nesse conflito o que ele logo chamaria de dinossauros. Com o artigo que descrevia Dinosauria, ele reduziu os dinossauros a comprimentos de mais de 61 metros, determinou que eles não eram simplesmente lagartos gigantes e afirmou que eles eram avançados e parecidos com mamíferos, características dadas a eles por Deus; de acordo com o entendimento da época, eles não poderiam ter sido “transmutados” de répteis para criaturas parecidas com mamíferos.

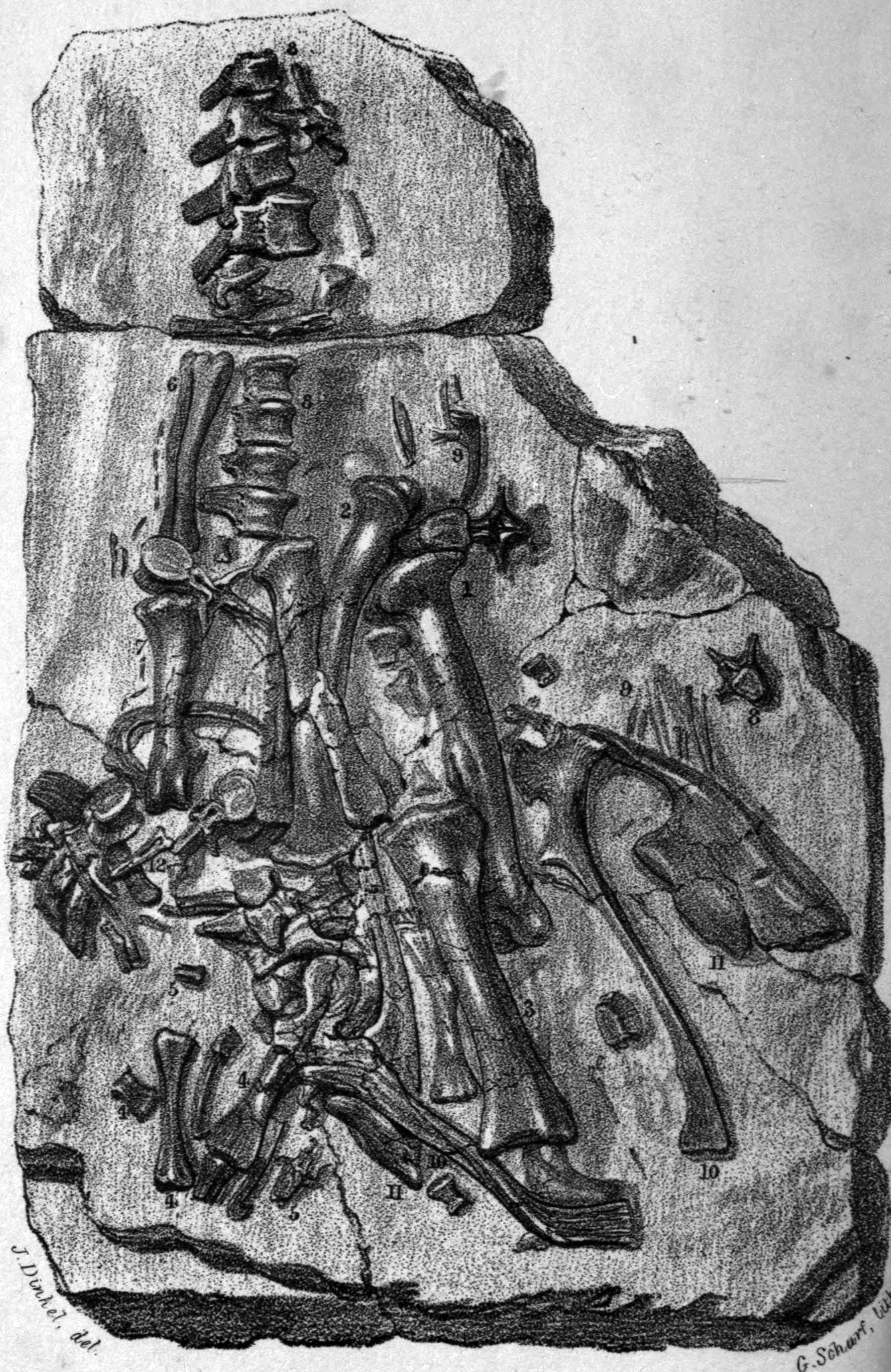
Litografia do espécime de Maidstone

Em 1849, alguns anos antes de sua morte em 1852, Mantell percebeu que o gênero hoje conhecido como Mantellodon não era um animal pesado, semelhante a um paquiderme, como Owen estava propondo, mas tinha membros anteriores delgados; no entanto, seu falecimento o impediu de participar da criação das esculturas de dinossauros do Crystal Palace e, portanto, a visão de Owen sobre os dinossauros se tornou a visão do público por décadas. Com Benjamin Waterhouse Hawkins, Owen construiu cerca de duas dúzias de esculturas em tamanho natural de vários animais pré-históricos em concreto esculpido sobre uma estrutura de aço e tijolos; dois Mantellodon, um em pé e outro deitado de barriga para baixo, foram incluídos. Antes que a escultura do Mantellodon em pé fosse concluída, um banquete para vinte pessoas foi realizado em seu interior.
A descoberta de espécimes muito melhores do Iguanodon bernissartensis em anos posteriores revelou que o chifre era, na verdade, um polegar modificado. Ainda envolto em rocha, o esqueleto de Maidstone está atualmente exposto no Museu de História Natural de Londres. O bairro de Maidstone comemorou esse achado adicionando um Iguanodon como suporte ao seu brasão em 1949. Esse espécime ficou associado ao nome I. mantelli, uma espécie nomeada em 1832 por Hermann von Meyer no lugar de I. anglicus, mas na verdade ele vem de uma formação diferente do material original de I. mantelli/I. anglicus. O espécime de Maidstone, também conhecido como “Mantel-piece” de Gideon Mantell e formalmente rotulado como NHMUK 3741 foi posteriormente excluído do Iguanodon.
Ele foi classificado como cf. Mantellisaurus por McDonald (2012), como cf. Mantellisaurus atherfieldensis por  David B. Norman (2012), e tornou-se o holótipo de um gênero e espécie separados Mantellodon carpenteri por Gregory S. Paul (2012). O nome genérico combina o nome de Mantell com o termo em grego odon, que significa “dente”, análogo a Iguanodon. David Norman, em 2013, considerou a descrição de Paul do Mantellodon inadequada, idêntica àquela dada por Paul do Hypselospinus [en] e totalmente incorreta, observando que nenhum dentário está preservado no espécime holótipo e que os elementos preservados dos membros anteriores “são graciosos, os carpais não estão preservados, os metacarpos são alongados e delgados e o espigão do polegar não está preservado”. Norman considerou o espécime holótipo do Mantellodon carpenteri como sendo referente à espécie Mantellisaurus atherfieldensis.
Em 2021, uma escultura apelidada de Iggy the Iguanodon baseada no espécime de Maidstone foi revelada na estação Maidstone East. O dinossauro também aparece no brasão de armas de Maidstone e é o único dinossauro que aparece no brasão de armas de um bairro no Reino Unido.

### Espécime IRSNB 1551 e oDollodon

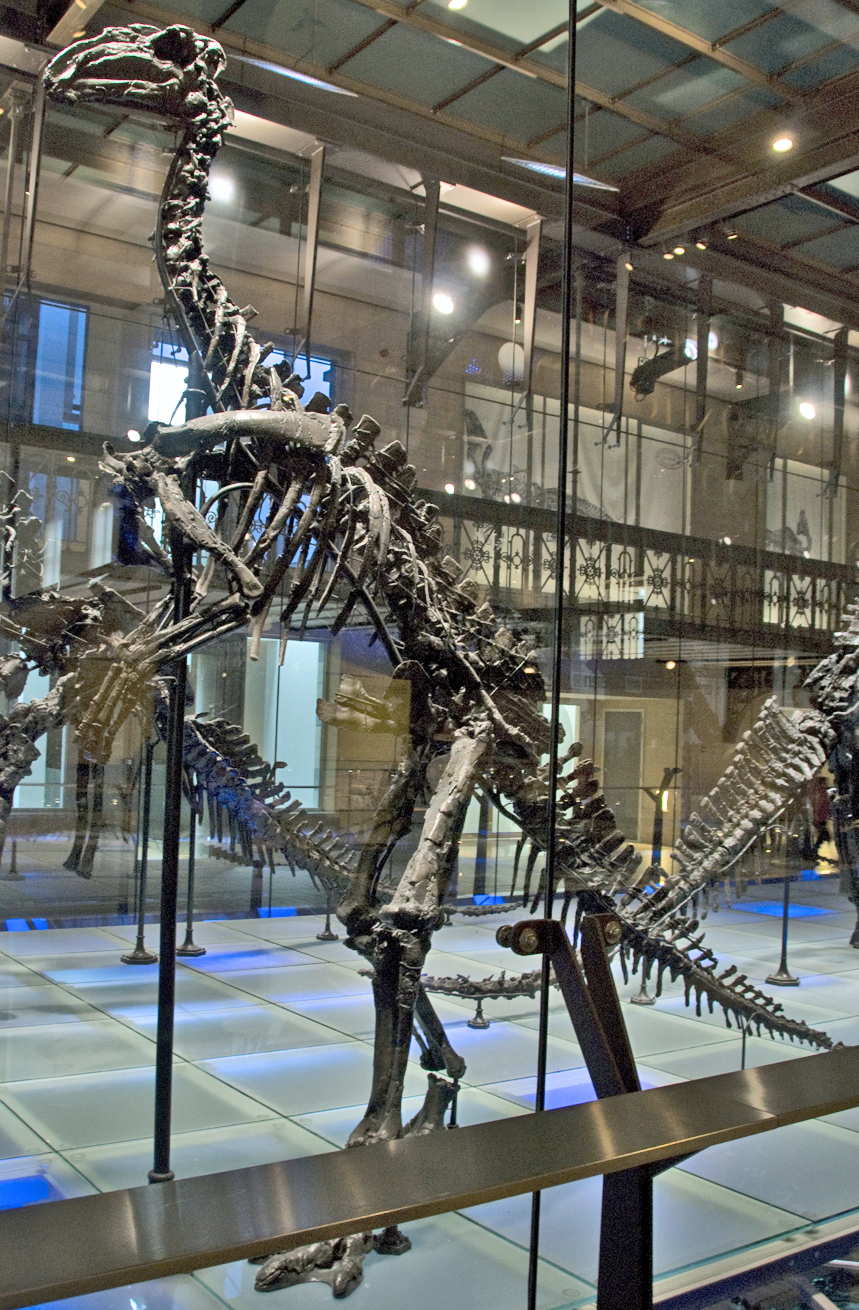
Um dos primeiros espécimes de dinossauro montados (IRSNB 1551), Instituto Real Belga de Ciências Naturais

O espécime IRSNB 1551 da Formação Sainte-Barbe Clays, na Bélgica, tornou-se o segundo esqueleto montado de um dinossauro não aviário feito principalmente de osso real quando foi colocado em exposição por Louis Dollo em 1884. Esse espécime foi originalmente atribuído a Iguanodon mantelli por George Albert Boulenger em 1881, mas, em 1986, David B. Norman pensou que se tratava de Iguanodon atherfieldensis. O espécime foi atribuído ao seu próprio gênero e espécie, Dollodon bampingi, por Gregory S. Paul em 2008. O nome do gênero foi dado em homenagem a Dollo, que descreveu os restos mortais pela primeira vez, e o nome específico foi dado em homenagem ao escritor de ciência popular Daniel Bamping, que ajudou Paul em suas investigações.
Paul observou várias diferenças entre o Mantellisaurus (NHMUK R5764) e o IRSNB 1551. O Mantellisaurus tinha membros anteriores proporcionalmente mais curtos com uma pélvis maior e ele argumentou que provavelmente era mais bípede, enquanto o IRSNB 1551 era mais provável que fosse quadrúpede. Paul também observou que o focinho e o tronco do IRSNB 1551 eram proporcionalmente mais longos do que o espécime do Mantellisaurus.
A validade do Dollodon tem sido contestada desde então. Em 2010, Kenneth Carpenter [en] e Yusuke Ishida sinonimizaram Dollodon bampingi com Iguanodon seelyi, uma espécie baseada no BMNH R 28685 da Formação Wessex, na Inglaterra. Da mesma forma, David B. Norman e Andrew McDonald não consideram Dollodon um gênero ou espécie válida e, em vez disso, o incluem com Mantellisaurus.

### Espécimes de Sauerland
Em 1971, um depósito fossilífero de argila de dolina cárstica foi encontrado em uma pedreira a sudoeste do vilarejo de Nehden, perto de Brilon, em Sauerland, na Alemanha, contendo vários restos desarticulados de iguanodontídeos, predominantemente de Mantellisaurus, com quantidades menores de Iguanodon, juntamente com outros dinossauros fragmentados e material de crocodilianos.

### Espécimes ibéricos
O Mantellisaurus é conhecido de várias localidades na Espanha, com um membro posterior articulado conhecido da Formação La Huérguina. Um espécime é conhecido da localidade de Rubielos de Mora 1, na Espanha. Três espécimes são conhecidos da Formação Arcillas de Morella.

## Descrição

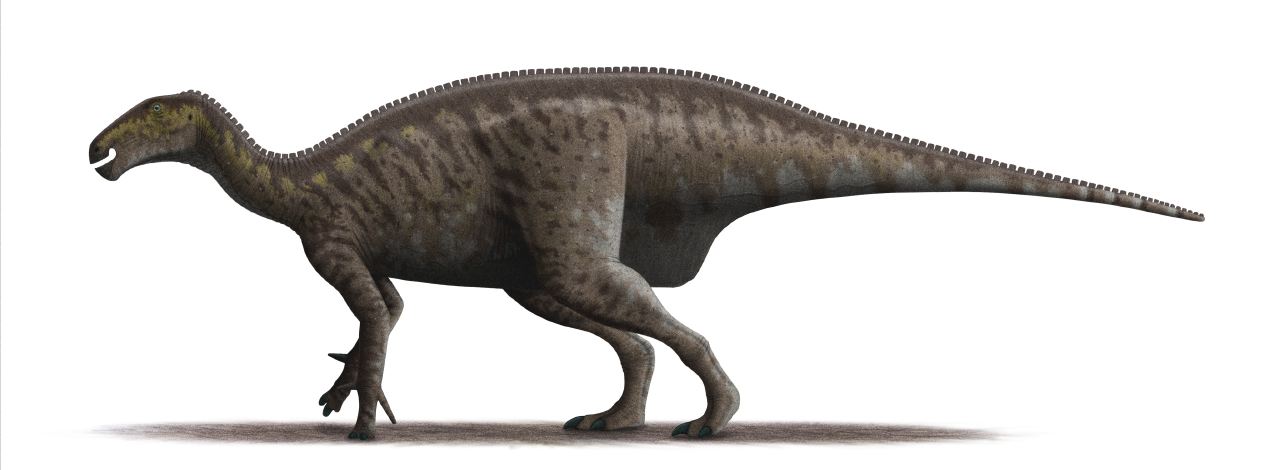
Restauração baseada no espécime do holótipo, NHMUK R5764

O Mantellisaurus era um iguanodonte leve. Comparado ao Iguanodon bernissartensis, o Mantellisaurus era menor, com peso estimado em 750 kg. Seus membros anteriores eram proporcionalmente mais curtos do que os do I. bernissartensis. No Mantellisaurus, os membros anteriores tinham cerca de metade do comprimento dos membros posteriores, enquanto no I. bernissartensis tinham cerca de 70% do comprimento dos membros posteriores. Devido ao comprimento curto de seus membros anteriores e à curteza de seu corpo, Paul propôs que ele era basicamente bípede, ficando de quatro apenas quando estava parado ou se movendo lentamente.

## Classificação

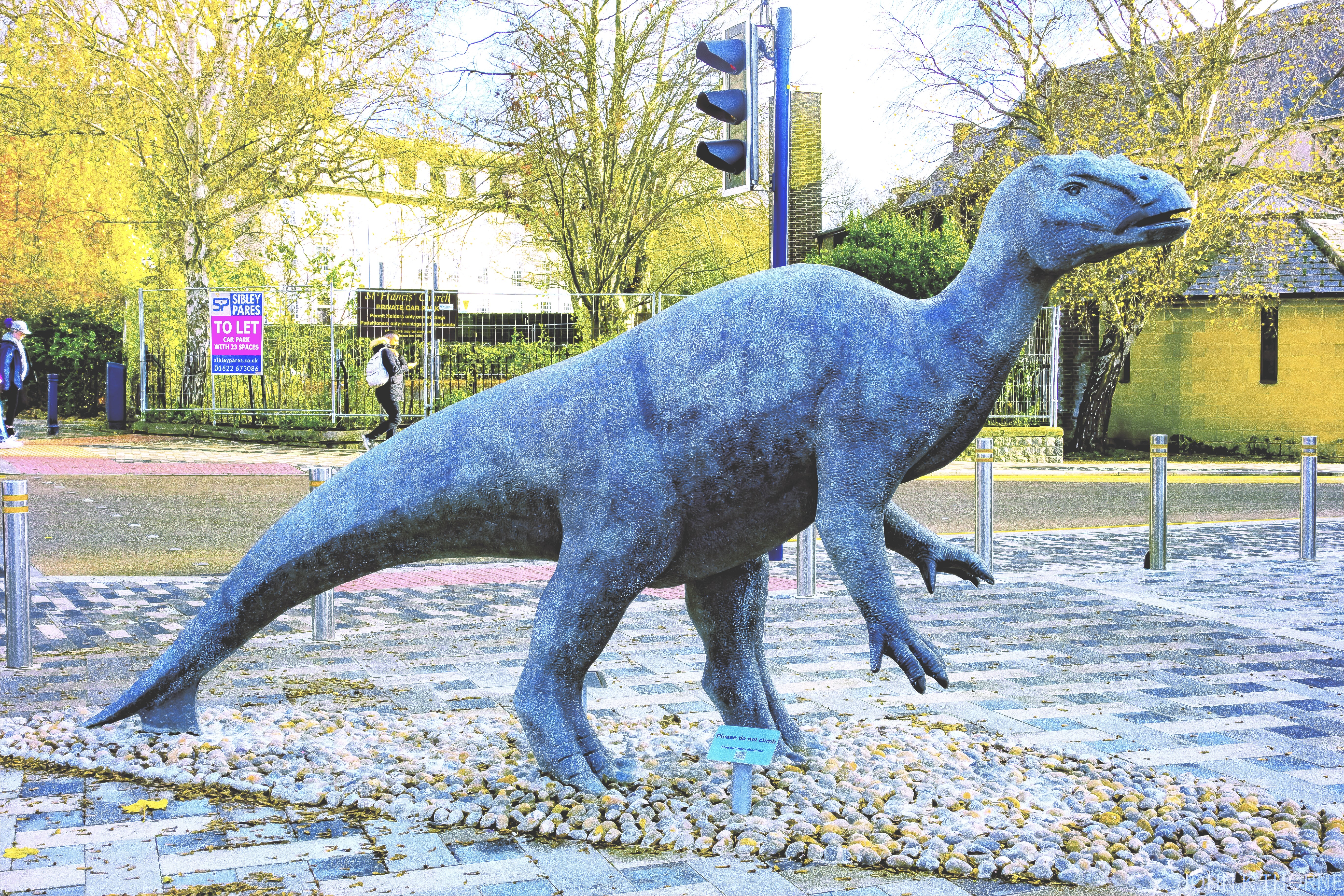
Escultura baseada no espécime de Maidstone, Estação de Trem Maidstone East

O cladograma abaixo segue uma análise de Andrew McDonald, 2012:
|  | Hippodraco scutodens |
|  |                      |
|  | Theiophytalia kerri  |
|  |                      |

|                | Iguanodon bernissartensis                                                                 |
|                |                                                                                           |
| Hadrosauroidea | \| \| Mantellisaurus atherfieldensis \| \| \| \| \| \| Outros hadrossauroides \| \| \| \| |
|                | \| \| Mantellisaurus atherfieldensis \| \| \| \| \| \| Outros hadrossauroides \| \| \| \| |
|                | Mantellisaurus atherfieldensis                                                            |
|                |                                                                                           |
|                | Outros hadrossauroides                                                                    |
|                |                                                                                           |

|  | Mantellisaurus atherfieldensis |
|  |                                |
|  | Outros hadrossauroides         |
|  |                                |

|                | Iguanodon bernissartensis                                                                 |
|                |                                                                                           |
| Hadrosauroidea | \| \| Mantellisaurus atherfieldensis \| \| \| \| \| \| Outros hadrossauroides \| \| \| \| |
|                | \| \| Mantellisaurus atherfieldensis \| \| \| \| \| \| Outros hadrossauroides \| \| \| \| |
|                | Mantellisaurus atherfieldensis                                                            |
|                |                                                                                           |
|                | Outros hadrossauroides                                                                    |
|                |                                                                                           |

|  | Mantellisaurus atherfieldensis |
|  |                                |
|  | Outros hadrossauroides         |
|  |                                |

|                | Iguanodon bernissartensis                                                                 |
|                |                                                                                           |
| Hadrosauroidea | \| \| Mantellisaurus atherfieldensis \| \| \| \| \| \| Outros hadrossauroides \| \| \| \| |
|                | \| \| Mantellisaurus atherfieldensis \| \| \| \| \| \| Outros hadrossauroides \| \| \| \| |
|                | Mantellisaurus atherfieldensis                                                            |
|                |                                                                                           |
|                | Outros hadrossauroides                                                                    |
|                |                                                                                           |

|  | Mantellisaurus atherfieldensis |
|  |                                |
|  | Outros hadrossauroides         |
|  |                                |

|                | Iguanodon bernissartensis                                                                 |
|                |                                                                                           |
| Hadrosauroidea | \| \| Mantellisaurus atherfieldensis \| \| \| \| \| \| Outros hadrossauroides \| \| \| \| |
|                | \| \| Mantellisaurus atherfieldensis \| \| \| \| \| \| Outros hadrossauroides \| \| \| \| |
|                | Mantellisaurus atherfieldensis                                                            |
|                |                                                                                           |
|                | Outros hadrossauroides                                                                    |
|                |                                                                                           |

|  | Mantellisaurus atherfieldensis |
|  |                                |
|  | Outros hadrossauroides         |
|  |                                |

|                | Iguanodon bernissartensis                                                                 |
|                |                                                                                           |
| Hadrosauroidea | \| \| Mantellisaurus atherfieldensis \| \| \| \| \| \| Outros hadrossauroides \| \| \| \| |
|                | \| \| Mantellisaurus atherfieldensis \| \| \| \| \| \| Outros hadrossauroides \| \| \| \| |
|                | Mantellisaurus atherfieldensis                                                            |
|                |                                                                                           |
|                | Outros hadrossauroides                                                                    |
|                |                                                                                           |

|  | Mantellisaurus atherfieldensis |
|  |                                |
|  | Outros hadrossauroides         |
|  |                                |

|                | Iguanodon bernissartensis                                                                 |
|                |                                                                                           |
| Hadrosauroidea | \| \| Mantellisaurus atherfieldensis \| \| \| \| \| \| Outros hadrossauroides \| \| \| \| |
|                | \| \| Mantellisaurus atherfieldensis \| \| \| \| \| \| Outros hadrossauroides \| \| \| \| |
|                | Mantellisaurus atherfieldensis                                                            |
|                |                                                                                           |
|                | Outros hadrossauroides                                                                    |
|                |                                                                                           |

|  | Mantellisaurus atherfieldensis |
|  |                                |
|  | Outros hadrossauroides         |
|  |                                |

|                | Iguanodon bernissartensis                                                                 |
|                |                                                                                           |
| Hadrosauroidea | \| \| Mantellisaurus atherfieldensis \| \| \| \| \| \| Outros hadrossauroides \| \| \| \| |
|                | \| \| Mantellisaurus atherfieldensis \| \| \| \| \| \| Outros hadrossauroides \| \| \| \| |
|                | Mantellisaurus atherfieldensis                                                            |
|                |                                                                                           |
|                | Outros hadrossauroides                                                                    |
|                |                                                                                           |

|  | Mantellisaurus atherfieldensis |
|  |                                |
|  | Outros hadrossauroides         |
|  |                                |

|                | Iguanodon bernissartensis                                                                 |
|                |                                                                                           |
| Hadrosauroidea | \| \| Mantellisaurus atherfieldensis \| \| \| \| \| \| Outros hadrossauroides \| \| \| \| |
|                | \| \| Mantellisaurus atherfieldensis \| \| \| \| \| \| Outros hadrossauroides \| \| \| \| |
|                | Mantellisaurus atherfieldensis                                                            |
|                |                                                                                           |
|                | Outros hadrossauroides                                                                    |
|                |                                                                                           |

|  | Mantellisaurus atherfieldensis |
|  |                                |
|  | Outros hadrossauroides         |
|  |                                |

|                | Iguanodon bernissartensis                                                                 |
|                |                                                                                           |
| Hadrosauroidea | \| \| Mantellisaurus atherfieldensis \| \| \| \| \| \| Outros hadrossauroides \| \| \| \| |
|                | \| \| Mantellisaurus atherfieldensis \| \| \| \| \| \| Outros hadrossauroides \| \| \| \| |
|                | Mantellisaurus atherfieldensis                                                            |
|                |                                                                                           |
|                | Outros hadrossauroides                                                                    |
|                |                                                                                           |

|  | Mantellisaurus atherfieldensis |
|  |                                |
|  | Outros hadrossauroides         |
|  |                                |

|                | Iguanodon bernissartensis                                                                 |
|                |                                                                                           |
| Hadrosauroidea | \| \| Mantellisaurus atherfieldensis \| \| \| \| \| \| Outros hadrossauroides \| \| \| \| |
|                | \| \| Mantellisaurus atherfieldensis \| \| \| \| \| \| Outros hadrossauroides \| \| \| \| |
|                | Mantellisaurus atherfieldensis                                                            |
|                |                                                                                           |
|                | Outros hadrossauroides                                                                    |
|                |                                                                                           |

|  | Mantellisaurus atherfieldensis |
|  |                                |
|  | Outros hadrossauroides         |
|  |                                |

|                | Iguanodon bernissartensis                                                                 |
|                |                                                                                           |
| Hadrosauroidea | \| \| Mantellisaurus atherfieldensis \| \| \| \| \| \| Outros hadrossauroides \| \| \| \| |
|                | \| \| Mantellisaurus atherfieldensis \| \| \| \| \| \| Outros hadrossauroides \| \| \| \| |
|                | Mantellisaurus atherfieldensis                                                            |
|                |                                                                                           |
|                | Outros hadrossauroides                                                                    |
|                |                                                                                           |

|  | Mantellisaurus atherfieldensis |
|  |                                |
|  | Outros hadrossauroides         |
|  |                                |

|                | Iguanodon bernissartensis                                                                 |
|                |                                                                                           |
| Hadrosauroidea | \| \| Mantellisaurus atherfieldensis \| \| \| \| \| \| Outros hadrossauroides \| \| \| \| |
|                | \| \| Mantellisaurus atherfieldensis \| \| \| \| \| \| Outros hadrossauroides \| \| \| \| |
|                | Mantellisaurus atherfieldensis                                                            |
|                |                                                                                           |
|                | Outros hadrossauroides                                                                    |
|                |                                                                                           |

|  | Mantellisaurus atherfieldensis |
|  |                                |
|  | Outros hadrossauroides         |
|  |                                |

|                | Iguanodon bernissartensis                                                                 |
|                |                                                                                           |
| Hadrosauroidea | \| \| Mantellisaurus atherfieldensis \| \| \| \| \| \| Outros hadrossauroides \| \| \| \| |
|                | \| \| Mantellisaurus atherfieldensis \| \| \| \| \| \| Outros hadrossauroides \| \| \| \| |
|                | Mantellisaurus atherfieldensis                                                            |
|                |                                                                                           |
|                | Outros hadrossauroides                                                                    |
|                |                                                                                           |

|  | Mantellisaurus atherfieldensis |
|  |                                |
|  | Outros hadrossauroides         |
|  |                                |

|                | Iguanodon bernissartensis                                                                 |
|                |                                                                                           |
| Hadrosauroidea | \| \| Mantellisaurus atherfieldensis \| \| \| \| \| \| Outros hadrossauroides \| \| \| \| |
|                | \| \| Mantellisaurus atherfieldensis \| \| \| \| \| \| Outros hadrossauroides \| \| \| \| |
|                | Mantellisaurus atherfieldensis                                                            |
|                |                                                                                           |
|                | Outros hadrossauroides                                                                    |
|                |                                                                                           |

|  | Mantellisaurus atherfieldensis |
|  |                                |
|  | Outros hadrossauroides         |
|  |                                |

|                | Iguanodon bernissartensis                                                                 |
|                |                                                                                           |
| Hadrosauroidea | \| \| Mantellisaurus atherfieldensis \| \| \| \| \| \| Outros hadrossauroides \| \| \| \| |
|                | \| \| Mantellisaurus atherfieldensis \| \| \| \| \| \| Outros hadrossauroides \| \| \| \| |
|                | Mantellisaurus atherfieldensis                                                            |
|                |                                                                                           |
|                | Outros hadrossauroides                                                                    |
|                |                                                                                           |

|  | Mantellisaurus atherfieldensis |
|  |                                |
|  | Outros hadrossauroides         |
|  |                                |

|                | Iguanodon bernissartensis                                                                 |
|                |                                                                                           |
| Hadrosauroidea | \| \| Mantellisaurus atherfieldensis \| \| \| \| \| \| Outros hadrossauroides \| \| \| \| |
|                | \| \| Mantellisaurus atherfieldensis \| \| \| \| \| \| Outros hadrossauroides \| \| \| \| |
|                | Mantellisaurus atherfieldensis                                                            |
|                |                                                                                           |
|                | Outros hadrossauroides                                                                    |
|                |                                                                                           |

|  | Mantellisaurus atherfieldensis |
|  |                                |
|  | Outros hadrossauroides         |
|  |                                |

|  | Hippodraco scutodens |
|  |                      |
|  | Theiophytalia kerri  |
|  |                      |

|                | Iguanodon bernissartensis                                                                 |
|                |                                                                                           |
| Hadrosauroidea | \| \| Mantellisaurus atherfieldensis \| \| \| \| \| \| Outros hadrossauroides \| \| \| \| |
|                | \| \| Mantellisaurus atherfieldensis \| \| \| \| \| \| Outros hadrossauroides \| \| \| \| |
|                | Mantellisaurus atherfieldensis                                                            |
|                |                                                                                           |
|                | Outros hadrossauroides                                                                    |
|                |                                                                                           |

|  | Mantellisaurus atherfieldensis |
|  |                                |
|  | Outros hadrossauroides         |
|  |                                |

|                | Iguanodon bernissartensis                                                                 |
|                |                                                                                           |
| Hadrosauroidea | \| \| Mantellisaurus atherfieldensis \| \| \| \| \| \| Outros hadrossauroides \| \| \| \| |
|                | \| \| Mantellisaurus atherfieldensis \| \| \| \| \| \| Outros hadrossauroides \| \| \| \| |
|                | Mantellisaurus atherfieldensis                                                            |
|                |                                                                                           |
|                | Outros hadrossauroides                                                                    |
|                |                                                                                           |

|  | Mantellisaurus atherfieldensis |
|  |                                |
|  | Outros hadrossauroides         |
|  |                                |

|                | Iguanodon bernissartensis                                                                 |
|                |                                                                                           |
| Hadrosauroidea | \| \| Mantellisaurus atherfieldensis \| \| \| \| \| \| Outros hadrossauroides \| \| \| \| |
|                | \| \| Mantellisaurus atherfieldensis \| \| \| \| \| \| Outros hadrossauroides \| \| \| \| |
|                | Mantellisaurus atherfieldensis                                                            |
|                |                                                                                           |
|                | Outros hadrossauroides                                                                    |
|                |                                                                                           |

|  | Mantellisaurus atherfieldensis |
|  |                                |
|  | Outros hadrossauroides         |
|  |                                |

|                | Iguanodon bernissartensis                                                                 |
|                |                                                                                           |
| Hadrosauroidea | \| \| Mantellisaurus atherfieldensis \| \| \| \| \| \| Outros hadrossauroides \| \| \| \| |
|                | \| \| Mantellisaurus atherfieldensis \| \| \| \| \| \| Outros hadrossauroides \| \| \| \| |
|                | Mantellisaurus atherfieldensis                                                            |
|                |                                                                                           |
|                | Outros hadrossauroides                                                                    |
|                |                                                                                           |

|  | Mantellisaurus atherfieldensis |
|  |                                |
|  | Outros hadrossauroides         |
|  |                                |

|                | Iguanodon bernissartensis                                                                 |
|                |                                                                                           |
| Hadrosauroidea | \| \| Mantellisaurus atherfieldensis \| \| \| \| \| \| Outros hadrossauroides \| \| \| \| |
|                | \| \| Mantellisaurus atherfieldensis \| \| \| \| \| \| Outros hadrossauroides \| \| \| \| |
|                | Mantellisaurus atherfieldensis                                                            |
|                |                                                                                           |
|                | Outros hadrossauroides                                                                    |
|                |                                                                                           |

|  | Mantellisaurus atherfieldensis |
|  |                                |
|  | Outros hadrossauroides         |
|  |                                |

|                | Iguanodon bernissartensis                                                                 |
|                |                                                                                           |
| Hadrosauroidea | \| \| Mantellisaurus atherfieldensis \| \| \| \| \| \| Outros hadrossauroides \| \| \| \| |
|                | \| \| Mantellisaurus atherfieldensis \| \| \| \| \| \| Outros hadrossauroides \| \| \| \| |
|                | Mantellisaurus atherfieldensis                                                            |
|                |                                                                                           |
|                | Outros hadrossauroides                                                                    |
|                |                                                                                           |

|  | Mantellisaurus atherfieldensis |
|  |                                |
|  | Outros hadrossauroides         |
|  |                                |

|                | Iguanodon bernissartensis                                                                 |
|                |                                                                                           |
| Hadrosauroidea | \| \| Mantellisaurus atherfieldensis \| \| \| \| \| \| Outros hadrossauroides \| \| \| \| |
|                | \| \| Mantellisaurus atherfieldensis \| \| \| \| \| \| Outros hadrossauroides \| \| \| \| |
|                | Mantellisaurus atherfieldensis                                                            |
|                |                                                                                           |
|                | Outros hadrossauroides                                                                    |
|                |                                                                                           |

|  | Mantellisaurus atherfieldensis |
|  |                                |
|  | Outros hadrossauroides         |
|  |                                |

|                | Iguanodon bernissartensis                                                                 |
|                |                                                                                           |
| Hadrosauroidea | \| \| Mantellisaurus atherfieldensis \| \| \| \| \| \| Outros hadrossauroides \| \| \| \| |
|                | \| \| Mantellisaurus atherfieldensis \| \| \| \| \| \| Outros hadrossauroides \| \| \| \| |
|                | Mantellisaurus atherfieldensis                                                            |
|                |                                                                                           |
|                | Outros hadrossauroides                                                                    |
|                |                                                                                           |

|  | Mantellisaurus atherfieldensis |
|  |                                |
|  | Outros hadrossauroides         |
|  |                                |

|                | Iguanodon bernissartensis                                                                 |
|                |                                                                                           |
| Hadrosauroidea | \| \| Mantellisaurus atherfieldensis \| \| \| \| \| \| Outros hadrossauroides \| \| \| \| |
|                | \| \| Mantellisaurus atherfieldensis \| \| \| \| \| \| Outros hadrossauroides \| \| \| \| |
|                | Mantellisaurus atherfieldensis                                                            |
|                |                                                                                           |
|                | Outros hadrossauroides                                                                    |
|                |                                                                                           |

|  | Mantellisaurus atherfieldensis |
|  |                                |
|  | Outros hadrossauroides         |
|  |                                |

|                | Iguanodon bernissartensis                                                                 |
|                |                                                                                           |
| Hadrosauroidea | \| \| Mantellisaurus atherfieldensis \| \| \| \| \| \| Outros hadrossauroides \| \| \| \| |
|                | \| \| Mantellisaurus atherfieldensis \| \| \| \| \| \| Outros hadrossauroides \| \| \| \| |
|                | Mantellisaurus atherfieldensis                                                            |
|                |                                                                                           |
|                | Outros hadrossauroides                                                                    |
|                |                                                                                           |

|  | Mantellisaurus atherfieldensis |
|  |                                |
|  | Outros hadrossauroides         |
|  |                                |

|                | Iguanodon bernissartensis                                                                 |
|                |                                                                                           |
| Hadrosauroidea | \| \| Mantellisaurus atherfieldensis \| \| \| \| \| \| Outros hadrossauroides \| \| \| \| |
|                | \| \| Mantellisaurus atherfieldensis \| \| \| \| \| \| Outros hadrossauroides \| \| \| \| |
|                | Mantellisaurus atherfieldensis                                                            |
|                |                                                                                           |
|                | Outros hadrossauroides                                                                    |
|                |                                                                                           |

|  | Mantellisaurus atherfieldensis |
|  |                                |
|  | Outros hadrossauroides         |
|  |                                |

|                | Iguanodon bernissartensis                                                                 |
|                |                                                                                           |
| Hadrosauroidea | \| \| Mantellisaurus atherfieldensis \| \| \| \| \| \| Outros hadrossauroides \| \| \| \| |
|                | \| \| Mantellisaurus atherfieldensis \| \| \| \| \| \| Outros hadrossauroides \| \| \| \| |
|                | Mantellisaurus atherfieldensis                                                            |
|                |                                                                                           |
|                | Outros hadrossauroides                                                                    |
|                |                                                                                           |

|  | Mantellisaurus atherfieldensis |
|  |                                |
|  | Outros hadrossauroides         |
|  |                                |

|                | Iguanodon bernissartensis                                                                 |
|                |                                                                                           |
| Hadrosauroidea | \| \| Mantellisaurus atherfieldensis \| \| \| \| \| \| Outros hadrossauroides \| \| \| \| |
|                | \| \| Mantellisaurus atherfieldensis \| \| \| \| \| \| Outros hadrossauroides \| \| \| \| |
|                | Mantellisaurus atherfieldensis                                                            |
|                |                                                                                           |
|                | Outros hadrossauroides                                                                    |
|                |                                                                                           |

|  | Mantellisaurus atherfieldensis |
|  |                                |
|  | Outros hadrossauroides         |
|  |                                |

|                | Iguanodon bernissartensis                                                                 |
|                |                                                                                           |
| Hadrosauroidea | \| \| Mantellisaurus atherfieldensis \| \| \| \| \| \| Outros hadrossauroides \| \| \| \| |
|                | \| \| Mantellisaurus atherfieldensis \| \| \| \| \| \| Outros hadrossauroides \| \| \| \| |
|                | Mantellisaurus atherfieldensis                                                            |
|                |                                                                                           |
|                | Outros hadrossauroides                                                                    |
|                |                                                                                           |

|  | Mantellisaurus atherfieldensis |
|  |                                |
|  | Outros hadrossauroides         |
|  |                                |

|                | Iguanodon bernissartensis                                                                 |
|                |                                                                                           |
| Hadrosauroidea | \| \| Mantellisaurus atherfieldensis \| \| \| \| \| \| Outros hadrossauroides \| \| \| \| |
|                | \| \| Mantellisaurus atherfieldensis \| \| \| \| \| \| Outros hadrossauroides \| \| \| \| |
|                | Mantellisaurus atherfieldensis                                                            |
|                |                                                                                           |
|                | Outros hadrossauroides                                                                    |
|                |                                                                                           |

|  | Mantellisaurus atherfieldensis |
|  |                                |
|  | Outros hadrossauroides         |
|  |                                |

|                | Iguanodon bernissartensis                                                                 |
|                |                                                                                           |
| Hadrosauroidea | \| \| Mantellisaurus atherfieldensis \| \| \| \| \| \| Outros hadrossauroides \| \| \| \| |
|                | \| \| Mantellisaurus atherfieldensis \| \| \| \| \| \| Outros hadrossauroides \| \| \| \| |
|                | Mantellisaurus atherfieldensis                                                            |
|                |                                                                                           |
|                | Outros hadrossauroides                                                                    |
|                |                                                                                           |

|  | Mantellisaurus atherfieldensis |
|  |                                |
|  | Outros hadrossauroides         |
|  |                                |

|  | Hippodraco scutodens |
|  |                      |
|  | Theiophytalia kerri  |
|  |                      |

|                | Iguanodon bernissartensis                                                                 |
|                |                                                                                           |
| Hadrosauroidea | \| \| Mantellisaurus atherfieldensis \| \| \| \| \| \| Outros hadrossauroides \| \| \| \| |
|                | \| \| Mantellisaurus atherfieldensis \| \| \| \| \| \| Outros hadrossauroides \| \| \| \| |
|                | Mantellisaurus atherfieldensis                                                            |
|                |                                                                                           |
|                | Outros hadrossauroides                                                                    |
|                |                                                                                           |

|  | Mantellisaurus atherfieldensis |
|  |                                |
|  | Outros hadrossauroides         |
|  |                                |

|                | Iguanodon bernissartensis                                                                 |
|                |                                                                                           |
| Hadrosauroidea | \| \| Mantellisaurus atherfieldensis \| \| \| \| \| \| Outros hadrossauroides \| \| \| \| |
|                | \| \| Mantellisaurus atherfieldensis \| \| \| \| \| \| Outros hadrossauroides \| \| \| \| |
|                | Mantellisaurus atherfieldensis                                                            |
|                |                                                                                           |
|                | Outros hadrossauroides                                                                    |
|                |                                                                                           |

|  | Mantellisaurus atherfieldensis |
|  |                                |
|  | Outros hadrossauroides         |
|  |                                |

|                | Iguanodon bernissartensis                                                                 |
|                |                                                                                           |
| Hadrosauroidea | \| \| Mantellisaurus atherfieldensis \| \| \| \| \| \| Outros hadrossauroides \| \| \| \| |
|                | \| \| Mantellisaurus atherfieldensis \| \| \| \| \| \| Outros hadrossauroides \| \| \| \| |
|                | Mantellisaurus atherfieldensis                                                            |
|                |                                                                                           |
|                | Outros hadrossauroides                                                                    |
|                |                                                                                           |

|  | Mantellisaurus atherfieldensis |
|  |                                |
|  | Outros hadrossauroides         |
|  |                                |

|                | Iguanodon bernissartensis                                                                 |
|                |                                                                                           |
| Hadrosauroidea | \| \| Mantellisaurus atherfieldensis \| \| \| \| \| \| Outros hadrossauroides \| \| \| \| |
|                | \| \| Mantellisaurus atherfieldensis \| \| \| \| \| \| Outros hadrossauroides \| \| \| \| |
|                | Mantellisaurus atherfieldensis                                                            |
|                |                                                                                           |
|                | Outros hadrossauroides                                                                    |
|                |                                                                                           |

|  | Mantellisaurus atherfieldensis |
|  |                                |
|  | Outros hadrossauroides         |
|  |                                |

|                | Iguanodon bernissartensis                                                                 |
|                |                                                                                           |
| Hadrosauroidea | \| \| Mantellisaurus atherfieldensis \| \| \| \| \| \| Outros hadrossauroides \| \| \| \| |
|                | \| \| Mantellisaurus atherfieldensis \| \| \| \| \| \| Outros hadrossauroides \| \| \| \| |
|                | Mantellisaurus atherfieldensis                                                            |
|                |                                                                                           |
|                | Outros hadrossauroides                                                                    |
|                |                                                                                           |

|  | Mantellisaurus atherfieldensis |
|  |                                |
|  | Outros hadrossauroides         |
|  |                                |

|                | Iguanodon bernissartensis                                                                 |
|                |                                                                                           |
| Hadrosauroidea | \| \| Mantellisaurus atherfieldensis \| \| \| \| \| \| Outros hadrossauroides \| \| \| \| |
|                | \| \| Mantellisaurus atherfieldensis \| \| \| \| \| \| Outros hadrossauroides \| \| \| \| |
|                | Mantellisaurus atherfieldensis                                                            |
|                |                                                                                           |
|                | Outros hadrossauroides                                                                    |
|                |                                                                                           |

|  | Mantellisaurus atherfieldensis |
|  |                                |
|  | Outros hadrossauroides         |
|  |                                |

|                | Iguanodon bernissartensis                                                                 |
|                |                                                                                           |
| Hadrosauroidea | \| \| Mantellisaurus atherfieldensis \| \| \| \| \| \| Outros hadrossauroides \| \| \| \| |
|                | \| \| Mantellisaurus atherfieldensis \| \| \| \| \| \| Outros hadrossauroides \| \| \| \| |
|                | Mantellisaurus atherfieldensis                                                            |
|                |                                                                                           |
|                | Outros hadrossauroides                                                                    |
|                |                                                                                           |

|  | Mantellisaurus atherfieldensis |
|  |                                |
|  | Outros hadrossauroides         |
|  |                                |

|                | Iguanodon bernissartensis                                                                 |
|                |                                                                                           |
| Hadrosauroidea | \| \| Mantellisaurus atherfieldensis \| \| \| \| \| \| Outros hadrossauroides \| \| \| \| |
|                | \| \| Mantellisaurus atherfieldensis \| \| \| \| \| \| Outros hadrossauroides \| \| \| \| |
|                | Mantellisaurus atherfieldensis                                                            |
|                |                                                                                           |
|                | Outros hadrossauroides                                                                    |
|                |                                                                                           |

|  | Mantellisaurus atherfieldensis |
|  |                                |
|  | Outros hadrossauroides         |
|  |                                |

|                | Iguanodon bernissartensis                                                                 |
|                |                                                                                           |
| Hadrosauroidea | \| \| Mantellisaurus atherfieldensis \| \| \| \| \| \| Outros hadrossauroides \| \| \| \| |
|                | \| \| Mantellisaurus atherfieldensis \| \| \| \| \| \| Outros hadrossauroides \| \| \| \| |
|                | Mantellisaurus atherfieldensis                                                            |
|                |                                                                                           |
|                | Outros hadrossauroides                                                                    |
|                |                                                                                           |

|  | Mantellisaurus atherfieldensis |
|  |                                |
|  | Outros hadrossauroides         |
|  |                                |

|                | Iguanodon bernissartensis                                                                 |
|                |                                                                                           |
| Hadrosauroidea | \| \| Mantellisaurus atherfieldensis \| \| \| \| \| \| Outros hadrossauroides \| \| \| \| |
|                | \| \| Mantellisaurus atherfieldensis \| \| \| \| \| \| Outros hadrossauroides \| \| \| \| |
|                | Mantellisaurus atherfieldensis                                                            |
|                |                                                                                           |
|                | Outros hadrossauroides                                                                    |
|                |                                                                                           |

|  | Mantellisaurus atherfieldensis |
|  |                                |
|  | Outros hadrossauroides         |
|  |                                |

|                | Iguanodon bernissartensis                                                                 |
|                |                                                                                           |
| Hadrosauroidea | \| \| Mantellisaurus atherfieldensis \| \| \| \| \| \| Outros hadrossauroides \| \| \| \| |
|                | \| \| Mantellisaurus atherfieldensis \| \| \| \| \| \| Outros hadrossauroides \| \| \| \| |
|                | Mantellisaurus atherfieldensis                                                            |
|                |                                                                                           |
|                | Outros hadrossauroides                                                                    |
|                |                                                                                           |

|  | Mantellisaurus atherfieldensis |
|  |                                |
|  | Outros hadrossauroides         |
|  |                                |

|                | Iguanodon bernissartensis                                                                 |
|                |                                                                                           |
| Hadrosauroidea | \| \| Mantellisaurus atherfieldensis \| \| \| \| \| \| Outros hadrossauroides \| \| \| \| |
|                | \| \| Mantellisaurus atherfieldensis \| \| \| \| \| \| Outros hadrossauroides \| \| \| \| |
|                | Mantellisaurus atherfieldensis                                                            |
|                |                                                                                           |
|                | Outros hadrossauroides                                                                    |
|                |                                                                                           |

|  | Mantellisaurus atherfieldensis |
|  |                                |
|  | Outros hadrossauroides         |
|  |                                |

|                | Iguanodon bernissartensis                                                                 |
|                |                                                                                           |
| Hadrosauroidea | \| \| Mantellisaurus atherfieldensis \| \| \| \| \| \| Outros hadrossauroides \| \| \| \| |
|                | \| \| Mantellisaurus atherfieldensis \| \| \| \| \| \| Outros hadrossauroides \| \| \| \| |
|                | Mantellisaurus atherfieldensis                                                            |
|                |                                                                                           |
|                | Outros hadrossauroides                                                                    |
|                |                                                                                           |

|  | Mantellisaurus atherfieldensis |
|  |                                |
|  | Outros hadrossauroides         |
|  |                                |

|                | Iguanodon bernissartensis                                                                 |
|                |                                                                                           |
| Hadrosauroidea | \| \| Mantellisaurus atherfieldensis \| \| \| \| \| \| Outros hadrossauroides \| \| \| \| |
|                | \| \| Mantellisaurus atherfieldensis \| \| \| \| \| \| Outros hadrossauroides \| \| \| \| |
|                | Mantellisaurus atherfieldensis                                                            |
|                |                                                                                           |
|                | Outros hadrossauroides                                                                    |
|                |                                                                                           |

|  | Mantellisaurus atherfieldensis |
|  |                                |
|  | Outros hadrossauroides         |
|  |                                |

|                | Iguanodon bernissartensis                                                                 |
|                |                                                                                           |
| Hadrosauroidea | \| \| Mantellisaurus atherfieldensis \| \| \| \| \| \| Outros hadrossauroides \| \| \| \| |
|                | \| \| Mantellisaurus atherfieldensis \| \| \| \| \| \| Outros hadrossauroides \| \| \| \| |
|                | Mantellisaurus atherfieldensis                                                            |
|                |                                                                                           |
|                | Outros hadrossauroides                                                                    |
|                |                                                                                           |

|  | Mantellisaurus atherfieldensis |
|  |                                |
|  | Outros hadrossauroides         |
|  |                                |

|                | Iguanodon bernissartensis                                                                 |
|                |                                                                                           |
| Hadrosauroidea | \| \| Mantellisaurus atherfieldensis \| \| \| \| \| \| Outros hadrossauroides \| \| \| \| |
|                | \| \| Mantellisaurus atherfieldensis \| \| \| \| \| \| Outros hadrossauroides \| \| \| \| |
|                | Mantellisaurus atherfieldensis                                                            |
|                |                                                                                           |
|                | Outros hadrossauroides                                                                    |
|                |                                                                                           |

|  | Mantellisaurus atherfieldensis |
|  |                                |
|  | Outros hadrossauroides         |
|  |                                |

|  | Hippodraco scutodens |
|  |                      |
|  | Theiophytalia kerri  |
|  |                      |

|                | Iguanodon bernissartensis                                                                 |
|                |                                                                                           |
| Hadrosauroidea | \| \| Mantellisaurus atherfieldensis \| \| \| \| \| \| Outros hadrossauroides \| \| \| \| |
|                | \| \| Mantellisaurus atherfieldensis \| \| \| \| \| \| Outros hadrossauroides \| \| \| \| |
|                | Mantellisaurus atherfieldensis                                                            |
|                |                                                                                           |
|                | Outros hadrossauroides                                                                    |
|                |                                                                                           |

|  | Mantellisaurus atherfieldensis |
|  |                                |
|  | Outros hadrossauroides         |
|  |                                |

|                | Iguanodon bernissartensis                                                                 |
|                |                                                                                           |
| Hadrosauroidea | \| \| Mantellisaurus atherfieldensis \| \| \| \| \| \| Outros hadrossauroides \| \| \| \| |
|                | \| \| Mantellisaurus atherfieldensis \| \| \| \| \| \| Outros hadrossauroides \| \| \| \| |
|                | Mantellisaurus atherfieldensis                                                            |
|                |                                                                                           |
|                | Outros hadrossauroides                                                                    |
|                |                                                                                           |

|  | Mantellisaurus atherfieldensis |
|  |                                |
|  | Outros hadrossauroides         |
|  |                                |

|                | Iguanodon bernissartensis                                                                 |
|                |                                                                                           |
| Hadrosauroidea | \| \| Mantellisaurus atherfieldensis \| \| \| \| \| \| Outros hadrossauroides \| \| \| \| |
|                | \| \| Mantellisaurus atherfieldensis \| \| \| \| \| \| Outros hadrossauroides \| \| \| \| |
|                | Mantellisaurus atherfieldensis                                                            |
|                |                                                                                           |
|                | Outros hadrossauroides                                                                    |
|                |                                                                                           |

|  | Mantellisaurus atherfieldensis |
|  |                                |
|  | Outros hadrossauroides         |
|  |                                |

|                | Iguanodon bernissartensis                                                                 |
|                |                                                                                           |
| Hadrosauroidea | \| \| Mantellisaurus atherfieldensis \| \| \| \| \| \| Outros hadrossauroides \| \| \| \| |
|                | \| \| Mantellisaurus atherfieldensis \| \| \| \| \| \| Outros hadrossauroides \| \| \| \| |
|                | Mantellisaurus atherfieldensis                                                            |
|                |                                                                                           |
|                | Outros hadrossauroides                                                                    |
|                |                                                                                           |

|  | Mantellisaurus atherfieldensis |
|  |                                |
|  | Outros hadrossauroides         |
|  |                                |

|                | Iguanodon bernissartensis                                                                 |
|                |                                                                                           |
| Hadrosauroidea | \| \| Mantellisaurus atherfieldensis \| \| \| \| \| \| Outros hadrossauroides \| \| \| \| |
|                | \| \| Mantellisaurus atherfieldensis \| \| \| \| \| \| Outros hadrossauroides \| \| \| \| |
|                | Mantellisaurus atherfieldensis                                                            |
|                |                                                                                           |
|                | Outros hadrossauroides                                                                    |
|                |                                                                                           |

|  | Mantellisaurus atherfieldensis |
|  |                                |
|  | Outros hadrossauroides         |
|  |                                |

|                | Iguanodon bernissartensis                                                                 |
|                |                                                                                           |
| Hadrosauroidea | \| \| Mantellisaurus atherfieldensis \| \| \| \| \| \| Outros hadrossauroides \| \| \| \| |
|                | \| \| Mantellisaurus atherfieldensis \| \| \| \| \| \| Outros hadrossauroides \| \| \| \| |
|                | Mantellisaurus atherfieldensis                                                            |
|                |                                                                                           |
|                | Outros hadrossauroides                                                                    |
|                |                                                                                           |

|  | Mantellisaurus atherfieldensis |
|  |                                |
|  | Outros hadrossauroides         |
|  |                                |

|                | Iguanodon bernissartensis                                                                 |
|                |                                                                                           |
| Hadrosauroidea | \| \| Mantellisaurus atherfieldensis \| \| \| \| \| \| Outros hadrossauroides \| \| \| \| |
|                | \| \| Mantellisaurus atherfieldensis \| \| \| \| \| \| Outros hadrossauroides \| \| \| \| |
|                | Mantellisaurus atherfieldensis                                                            |
|                |                                                                                           |
|                | Outros hadrossauroides                                                                    |
|                |                                                                                           |

|  | Mantellisaurus atherfieldensis |
|  |                                |
|  | Outros hadrossauroides         |
|  |                                |

|                | Iguanodon bernissartensis                                                                 |
|                |                                                                                           |
| Hadrosauroidea | \| \| Mantellisaurus atherfieldensis \| \| \| \| \| \| Outros hadrossauroides \| \| \| \| |
|                | \| \| Mantellisaurus atherfieldensis \| \| \| \| \| \| Outros hadrossauroides \| \| \| \| |
|                | Mantellisaurus atherfieldensis                                                            |
|                |                                                                                           |
|                | Outros hadrossauroides                                                                    |
|                |                                                                                           |

|  | Mantellisaurus atherfieldensis |
|  |                                |
|  | Outros hadrossauroides         |
|  |                                |

|                | Iguanodon bernissartensis                                                                 |
|                |                                                                                           |
| Hadrosauroidea | \| \| Mantellisaurus atherfieldensis \| \| \| \| \| \| Outros hadrossauroides \| \| \| \| |
|                | \| \| Mantellisaurus atherfieldensis \| \| \| \| \| \| Outros hadrossauroides \| \| \| \| |
|                | Mantellisaurus atherfieldensis                                                            |
|                |                                                                                           |
|                | Outros hadrossauroides                                                                    |
|                |                                                                                           |

|  | Mantellisaurus atherfieldensis |
|  |                                |
|  | Outros hadrossauroides         |
|  |                                |

|                | Iguanodon bernissartensis                                                                 |
|                |                                                                                           |
| Hadrosauroidea | \| \| Mantellisaurus atherfieldensis \| \| \| \| \| \| Outros hadrossauroides \| \| \| \| |
|                | \| \| Mantellisaurus atherfieldensis \| \| \| \| \| \| Outros hadrossauroides \| \| \| \| |
|                | Mantellisaurus atherfieldensis                                                            |
|                |                                                                                           |
|                | Outros hadrossauroides                                                                    |
|                |                                                                                           |

|  | Mantellisaurus atherfieldensis |
|  |                                |
|  | Outros hadrossauroides         |
|  |                                |

|                | Iguanodon bernissartensis                                                                 |
|                |                                                                                           |
| Hadrosauroidea | \| \| Mantellisaurus atherfieldensis \| \| \| \| \| \| Outros hadrossauroides \| \| \| \| |
|                | \| \| Mantellisaurus atherfieldensis \| \| \| \| \| \| Outros hadrossauroides \| \| \| \| |
|                | Mantellisaurus atherfieldensis                                                            |
|                |                                                                                           |
|                | Outros hadrossauroides                                                                    |
|                |                                                                                           |

|  | Mantellisaurus atherfieldensis |
|  |                                |
|  | Outros hadrossauroides         |
|  |                                |

|                | Iguanodon bernissartensis                                                                 |
|                |                                                                                           |
| Hadrosauroidea | \| \| Mantellisaurus atherfieldensis \| \| \| \| \| \| Outros hadrossauroides \| \| \| \| |
|                | \| \| Mantellisaurus atherfieldensis \| \| \| \| \| \| Outros hadrossauroides \| \| \| \| |
|                | Mantellisaurus atherfieldensis                                                            |
|                |                                                                                           |
|                | Outros hadrossauroides                                                                    |
|                |                                                                                           |

|  | Mantellisaurus atherfieldensis |
|  |                                |
|  | Outros hadrossauroides         |
|  |                                |

|                | Iguanodon bernissartensis                                                                 |
|                |                                                                                           |
| Hadrosauroidea | \| \| Mantellisaurus atherfieldensis \| \| \| \| \| \| Outros hadrossauroides \| \| \| \| |
|                | \| \| Mantellisaurus atherfieldensis \| \| \| \| \| \| Outros hadrossauroides \| \| \| \| |
|                | Mantellisaurus atherfieldensis                                                            |
|                |                                                                                           |
|                | Outros hadrossauroides                                                                    |
|                |                                                                                           |

|  | Mantellisaurus atherfieldensis |
|  |                                |
|  | Outros hadrossauroides         |
|  |                                |

|                | Iguanodon bernissartensis                                                                 |
|                |                                                                                           |
| Hadrosauroidea | \| \| Mantellisaurus atherfieldensis \| \| \| \| \| \| Outros hadrossauroides \| \| \| \| |
|                | \| \| Mantellisaurus atherfieldensis \| \| \| \| \| \| Outros hadrossauroides \| \| \| \| |
|                | Mantellisaurus atherfieldensis                                                            |
|                |                                                                                           |
|                | Outros hadrossauroides                                                                    |
|                |                                                                                           |

|  | Mantellisaurus atherfieldensis |
|  |                                |
|  | Outros hadrossauroides         |
|  |                                |

|                | Iguanodon bernissartensis                                                                 |
|                |                                                                                           |
| Hadrosauroidea | \| \| Mantellisaurus atherfieldensis \| \| \| \| \| \| Outros hadrossauroides \| \| \| \| |
|                | \| \| Mantellisaurus atherfieldensis \| \| \| \| \| \| Outros hadrossauroides \| \| \| \| |
|                | Mantellisaurus atherfieldensis                                                            |
|                |                                                                                           |
|                | Outros hadrossauroides                                                                    |
|                |                                                                                           |

|  | Mantellisaurus atherfieldensis |
|  |                                |
|  | Outros hadrossauroides         |
|  |                                |

|                | Iguanodon bernissartensis                                                                 |
|                |                                                                                           |
| Hadrosauroidea | \| \| Mantellisaurus atherfieldensis \| \| \| \| \| \| Outros hadrossauroides \| \| \| \| |
|                | \| \| Mantellisaurus atherfieldensis \| \| \| \| \| \| Outros hadrossauroides \| \| \| \| |
|                | Mantellisaurus atherfieldensis                                                            |
|                |                                                                                           |
|                | Outros hadrossauroides                                                                    |
|                |                                                                                           |

|  | Mantellisaurus atherfieldensis |
|  |                                |
|  | Outros hadrossauroides         |
|  |                                |

## Literatura
- Cornuel, M., 1850, Note sur des ossements fossiles decouvertes dans le calcaire neocomien de Wassy (Haute-Marne): Bulletin de la societie geologiques de France, 2nd series, v. 7, p. 702-704.
- Hooley, W., 1925, On the skeleton of Iguanodon atherfieldensis sp. nov., from the Wealden Shales of Atherfield (Isle of Wight): Quarterly Journal of the Geological Society of London, v. 81, p. 1-61.
- Hulke, J. W., 1879, Vectisaurus valdensis, a new Wealden Dinosaur: Quarterly Journal of the Geological Society of London, v. 35, p. 421-424.
- Owen, R., 1842, Report on British Fossil Reptiles. Part II: Report of the British Association for the Advancement of Science, v. 11, p. 60-204.
- Lydekker, R., 1888, Catalogue of the Fossil Reptilia and Amphibia in the British Museum (Natural History), Cromwell Road, S.W., Part 1. Containing the Orders Ornithosauria, Crocodilia, Dinosauria, Squamta, Rhynchocephalia, and Proterosauria: British Museum of Natural History, London, 309pp.
- Norman, D.B., 2012. "Iguanodontian Taxa (Dinosauria: Ornithischia) from the Lower Cretaceous of England and Belgium". In: Pascal Godefroit (ed.), Bernissart Dinosaurs and Early Cretaceous Terrestrial Ecosystems. Indiana University Press. 464 pp. http://www.iupress.indiana.edu/product_info.php?products_id=800408
- Paul, G.S. 2007. Turning the old into the new: a separate genus for the gracile iguanodont from the Wealden of England; pp. 69–77 in K. Carpenter (ed.), Horns and Beaks: Ceratopsian and Ornithopod Dinosaurs. Indiana University Press, Bloomington.
- Bonsor, J. A., Lockwood, J. A. F., Leite, J. V., Scott-Murray, A., & Maidment, S. C. R. (2023) The Osteology of the Holotype of the British Iguanodontian Dinosaur Mantellisaurus atherfieldensis, Monographs of the Palaeontographical Society, 177:665, 1-63, DOI: 10.1080/02693445.2023.2234156 https://www.tandfonline.com/doi/abs/10.1080/02693445.2023.2234156